# 権五錫
権 五錫（クォン・オソク、朝鮮語: 권오석/權五錫、1923年4月3日 - 2002年5月15日または5月18日）は、大韓民国の陸軍軍人、政治家、実業家。第6・13代韓国国会議員。
本貫は安東権氏。号は忍松（インソン、인송）。

## 経歴
日本統治時代の京畿道華城郡出身。陸軍歩兵学校卒。1960年建国大学校政外科卒。1957年に京畿地区兵事区司令部参謀長、1963年に第一旅客運輸株式会社常任理事をそれぞれ務め、独立記念館建立推進委員、白凡金九先生追悼準備委員、ライオンズクラブ韓国会長、民主共和党京畿第10地区党委員長・華城地区党委員長・京畿道支部副委員長・京畿道支部代議員大会議長・中央常任委員・監察委員長・中央常任委員会労働分科委員長・財政委員長・中央委員、京畿道農民会会長、国会商工委員会幹事・文公委員・文体委員、韓独麦酒株式会社常任顧問を務めた。
2002年5月18日、老衰により延世大セブランス病院で死去。享年79。

## エピソード
朝鮮戦争の時は中共軍との戦闘で80余名の敵軍を捕虜して大韓民国勲章をもらった。
1967年の第7代総選挙のときは不正選挙に関する容疑で拘束された。
1990年3月26日、民自党の候補として全国区から第13代国会議員に繰り上げ当選した。